# Spongiocaris semiteres
Spongiocaris semiteres is een tienpotigensoort uit de familie van de Spongicolidae. De wetenschappelijke naam van de soort is voor het eerst geldig gepubliceerd in 1973 door Bruce & Baba.